# 안평초등학교 신평분교
안평초등학교 신평분교는 대한민국 경상북도 의성군 신평면 교안리에 있는 공립 초등학교이다.

## 학교 연혁
- 1931년 6월 2일: 신평공립보통학교 설립 인가
- 1931년 7월 6일: 신평공립보통학교 개교
- 1938년 4월 1일: 신평공립심상소학교 개편
- 1941년 4월 1일: 신평공립국민학교 개편
- 1981년 3월 2일: 병설유치원 개원
- 1996년 3월 1일: 신평초등학교 개편
- 1998년 3월 1일 : 중률초등학교 분교장 격하 편입
- 1999년 3월 1일: 안평초등학교 신평분교 개편(65회 3,104명 졸업)

## 참고 자료
- 안평초등학교신평분교장 - 한국교육학술정보원 학교알리미